# A Benefit for Maryville Academy
Pete Townshend Live: A Benefit for Maryville Academy je živé album z roku 1998 anglického rockového hudebníka Petea Townshenda, člena The Who. Bylo nahráno v House of Blues v Chicagu. Bylo produkováno multi-instrumentalistou Jonem Carinem, jenž byl od roku 1988 klávesákem Pink Floyd. Toto album obsahuje coververze písní The Who a sólový materiál. "Bonusové CD" obsahuje dvě skladby s Eddiem Vedderem, zpěvákem Pearl Jam.

## Seznam skladeb
Autorem všech skladeb je Pete Townshend, pokud není uvedeno jinak.
| Disk 1 | Disk 1                                                       | Disk 1                                 | Disk 1 |
| Pořadí | Název                                                        | Původní album                          | Délka  |
| ------ | ------------------------------------------------------------ | -------------------------------------- | ------ |
| 1.     | On the Road Again (Floyd Jones, Alan Wilson)                 | Boogie with Canned Heat                | 5:30   |
| 2.     | Anyway, Anyhow, Anywhere (Roger Daltrey, Pete Townshend)     | singl                                  | 7:45   |
| 3.     | A Little is Enough                                           | Empty Glass                            | 5:36   |
| 4.     | Drowned                                                      | Quadrophenia                           | 6:54   |
| 5.     | You Better You Bet                                           | Face Dances                            | 5:50   |
| 6.     | Now and Then                                                 | Psychoderelict                         | 4:17   |
| 7.     | North Country Girl (traditional, arranged by Pete Townshend) | All the Best Cowboys Have Chinese Eyes | 3:46   |
| 8.     | Let My Love Open the Door                                    | From Empty Glass                       | 5:13   |
| 9.     | Won't Get Fooled Again                                       | Who's Next                             | 12:59  |
| 10.    | Magic Bus                                                    | Magic Bus: The Who on Tour             | 13:33  |
| 11.    | I'm One                                                      | Quadrophenia                           | 3:10   |

Bonusové CD
| Disk 2 | Disk 2             | Disk 2                     | Disk 2 |
| Pořadí | Název              | Original Album             | Délka  |
| ------ | ------------------ | -------------------------- | ------ |
| 1.     | Magic Bus          | Magic Bus: The Who on Tour | 6:01   |
| 2.     | Heart to Hang Onto | Rough Mix                  | 4:31   |